# Levec
Levec je naselje v Občini Žalec. Leži v celjski kotlini ob regionalni cesti Celje-Ljubljana, približno 2 kilometra od Celja.